# Política do Barém

Brasão de armas do Barém.

O Barém é uma monarquia absolutista com um primeiro-ministro e um gabinete integralmente apontados pelo Monarca.
O atual primeiro-ministro (que se mantém no cargo desde 1971), bem como a totalidade do seu gabinete, são da família real.
Este estado tem órgãos bicamerais compostos por um conselho consultivo (quarenta membros apontados pelo monarca) e um conselho dos representantes (quarenta deputados eleitos que têm uma legislatura de quatro anos), na teoria estes dois conselhos dever-se-iam equilibrar um ao outro, mas na prática o primeiro tem completa ascendência sobre o segundo e o conselho dos representantes tem apenas poderes limitados de propor legislação sendo que esta na sua grande maioria é chumbada pelo conselho consultivo, gerando algumas tensões entre a maioria da população que se opõe à monarquia governante e a minoria que a apoia.
A religião da maioria é muçulmana, professada nas variantes xiita e sunita. A maior parte da população é composta por árabes sunitas, que constituem a classe dominante ligada à dinastia que governa o país, enquanto que os xiitas em geral descendem da população persa que ocupou a ilha no passado.
Num estado cujas principais necessidades humanas estão satisfeitas, as fontes de instabilidade social são sobretudo a presença cada vez maior de trabalhadores imigrantes e a pressão do setor xiita, que se considera politicamente submetido ao sunita.
Em Dezembro de 1981, um mês após a segunda reunião do Conselho de Cooperação do Golfo em Riade, xiitas treinados no Irão tentaram um golpe de estado, os revoltosos muitos dos quais foram capturados, incluíam xiitas do Cuaite e da Arábia Saudita, devido a estes acontecimentos, tratou-se de criar uma ponte que ligasse o Barém ao território saudita, inaugurada em 1986 e financiada pelos sauditas que acreditavam que no caso de uma emergência militar semelhante que o Barém não pudesse conter, a guarda nacional saudita, poderia usar esta via para os apoiar.
Essas tensões levaram a algumas revoltas, violentamente reprimidas pelos monarcas, por parte dos xiitas que são quase metade da população deste pequeno sultanato, que é governado por uma dinastia sunita.
Este facto demonstra-se na atual representação parlamentar do concelho dos representantes que se realizou em Fevereiro de 2007, mesmo com todas as restrições democráticas que os partidos da oposição detêm num país governado por uma monarquia absolutista, a oposição (composta pelos dezassete que compõem a bancada xiita representadas pelo partido al Wifaq oposicionista tradicional e mais um aliado independente sunita) têm dezoito representantes e a casa governante só pode contar com apenas sete representantes (os quatro sunitas do partido al Mustaqbal que é moderado e pró monarquia e os três independentes sunitas).
Os restantes divididos entre oito representantes do partido al Asala (sunitas  salafitas ou seja tradicionalistas) e os sete do partido al Minbar (que é o ramo no Barém da Irmandade Muçulmana) embora não demonstrando oposição à casa reinante também não demonstram apoio, prosseguindo agendas próprias, os primeiros são críticos da abertura ao ocidente e das corrupções sociais promovidas pelos ocidentais bem como se opõem a quaisquer negócios e alianças comerciais com estes e os segundos promovem a sua agenda muito própria que não podemos considerar próxima das politicas pró-ocidentais dos governantes do Barém.